# 1985–1986-os kupagyőztesek Európa-kupája
A KEK 1985–1986-os szezonja volt a kupa 26. kiírása. A győztes a Gyinamo Kijev lett, mituán a döntőben 3–0-s győzelmet aratott az Atlético Madrid együttese felett.

## Első forduló
| 1. csapat         | Össz.     | 2. csapat                | 1. mérk. | 2. mérk. |
| ----------------- | --------- | ------------------------ | -------- | -------- |
| SK Rapid Wien     | 6–1       | Tatabányai Bányász SC    | 5–0      | 1–1      |
| Fram              | 3–2       | Glentoran FC             | 3–1      | 0–1      |
| AS Monaco FC      | 2–3       | CS Universitatea Craiova | 2–0      | 0–3      |
| FC Utrecht        | 3–5       | Gyinamo Kijev            | 2–1      | 1–4      |
| AEL Limassol      | 2–6       | AC Dukla Praha           | 2–2      | 0–4      |
| AIK Fotboll       | 13–0      | Red Boys Differdange     | 8–0      | 5–0      |
| SL Benfica        | Erőnyerő  |                          |          |          |
| Larissza FC       | 1–2       | UC Sampdoria             | 1–1      | 0–1      |
| Lyngby BK         | 4–2       | Galway United FC         | 1–0      | 3–2      |
| FK Crvena Zvezda  | 4–2       | FC Aarau                 | 2–0      | 2–2      |
| Fredrikstad FK    | 1–1 (ig.) | Bangor City FC           | 1–1      | 0–0      |
| Atlético Madrid   | 3–2       | Celtic FC                | 1–1      | 2–1      |
| HJK Helsinki      | 5–3       | KS Flamurtari            | 3–2      | 2–1      |
| Cercle Brugge KSV | 4–4 (ig.) | Dynamo Dresden           | 3–2      | 1–2      |
| Zurrieq FC        | 0–12      | Bayer Uerdingen          | 0–3      | 0–9      |
| Galatasaray SK    | 2–2 (ig.) | Widzew Łódź              | 1–0      | 1–2      |

## Második forduló
| 1. csapat                | Össz. | 2. csapat        | 1. mérk. | 2. mérk. |
| ------------------------ | ----- | ---------------- | -------- | -------- |
| SK Rapid Wien            | 4–2   | Fram             | 3–0      | 1–2      |
| CS Universitatea Craiova | 2–5   | Gyinamo Kijev    | 2–2      | 0–3      |
| AC Dukla Praha           | 3–2   | AIK Fotboll      | 1–0      | 2–2      |
| SL Benfica               | 2–1   | UC Sampdoria     | 2–0      | 0–1      |
| Lyngby BK                | 3–5   | FK Crvena Zvezda | 2–2      | 1–3      |
| Bangor City FC           | 0–3   | Atlético Madrid  | 0–2      | 0–1      |
| HJK Helsinki             | 3–7   | Dynamo Dresden   | 1–0      | 2–7      |
| Bayer Uerdingen          | 3–1   | Galatasaray SK   | 2–0      | 1–1      |

## Negyeddöntő
| 1. csapat        | Össz.     | 2. csapat       | 1. mérk. | 2. mérk. |
| ---------------- | --------- | --------------- | -------- | -------- |
| SK Rapid Wien    | 2–9       | Gyinamo Kijev   | 1–4      | 1–5      |
| AC Dukla Praha   | 2–2 (ig.) | SL Benfica      | 1–0      | 1–2      |
| FK Crvena Zvezda | 1–3       | Atlético Madrid | 0–2      | 1–1      |
| Dynamo Dresden   | 5–7       | Bayer Uerdingen | 2–0      | 3–7      |

## Elődöntő
| 1. csapat       | Össz. | 2. csapat       | 1. mérk. | 2. mérk. |
| --------------- | ----- | --------------- | -------- | -------- |
| Gyinamo Kijev   | 4–1   | AC Dukla Praha  | 3–0      | 1–1      |
| Atlético Madrid | 4–2   | Bayer Uerdingen | 1–0      | 3–2      |

## Döntő
| 1986. május 2. 20:15 |

| Gyinamo Kijev                        | 3–0   | Atlético Madrid |
| ------------------------------------ | ----- | --------------- |
| Zavarov 5' Blohin 85' Jevtusenko 88' | (1–0) |                 |

| Stade de Gerland, Lyon Nézőszám: 50 000 Játékvezető: Franz Wöhrer (osztrák) |

| Az 1985–1986-os kupagyőztesek Európa-kupája győztese |
| ---------------------------------------------------- |
| Gyinamo Kijev 2. cím                                 |

## Lásd még
- 1985–1986-os bajnokcsapatok Európa-kupája
- 1985–1986-os UEFA-kupa